# I. L. Caragiale
I. L. Caragiale es una comuna ubicada en el distrito de Dâmbovița, Rumania.

## Superficie
Posee una superficie de 61,78 kilómetros cuadrados.

## Demografía
Hasta 2021 la población era de 6920 habitantes, con una densidad de población de 112,0 habitantes por kilómetro cuadrado.